# 苏瓌
苏瓌（639年—710年12月17日），字昌容。雍州武功（今陝西省）人。中国唐朝政治家。隋文帝、煬帝时重臣苏威的曾孙。唐中宗时期的宰相，爵封许国公。长子苏颋也是唐玄宗的宰相。

## 家世
出身武功苏氏，高祖苏绰为北周度支尚书、邳国公，曾祖父苏威，隋尚书右仆射、开府仪同三司、邳国公，祖父苏夔任隋朝尚书职方郎、鸿胪卿。父亲苏亶任唐朝秘书丞、池台二州刺史，赠岐州刺史。叔父苏勖是唐太宗十八学士之一，姐姐是唐太宗的太子李承的太子妃。

## 生平
苏瓌自幼丧父，由母亲绛郡夫人抚养长大。十八岁时进士及第，補授宁州参军，转恒州參軍。母丧，从中山赤足哭回京兆家中，被左庶子张大安推为孝子上奏，丧期过后即拜为恭陵丞，转相王府录事参军（后相王改封豫王），684年豫王李旦被立为皇帝，苏瓌官拜朝散大夫、尚书水部员外郎，不久兼任侍御史，又改任夏官员外兼官尹丞，历任水部、祠部郎中兼判司礼事，后外任为朗州、歙州刺史、并州武兴令、检校冀州刺史，因来俊臣的缘故，长期外任汾州、鼎州、同州、汴州、扬州、陕州刺史。
中宗神龙初年，苏瓌入朝任尚书右丞，加银青光禄大夫，迁尚书左丞、户部尚书，又拜侍中，留守京师，兼理冤狱。他调查左道官员鄭普思夫妇（为韦皇后亲信），与仆射魏元忠联手，逼迫中宗将鄭普思流放到儋州，餘黨判死刑。
中宗回到京师长安后，苏瓌外派为河北安抚使，加金紫光禄大夫，转吏部尚书、东都留守。不久升任尚书右仆射、同中書門下三品（拜相），進封許國公，监修国史。
中宗举行南郊典礼时，國子祭酒祝欽明为迎合韦皇后、安乐公主母女，建议以皇后为亚献，安樂公主為終獻。苏瓌认为不合礼仪，在中宗面前据礼力争，但中宗昏懦，未能听从，虽然没有以安乐公主为终献，但还是以韦后为亚献。苏瓌很是不满，在进献给皇帝的烧尾宴上，獨不進献给中宗食物。被宗晉卿嘲讽，中宗默然不语，苏瓌向皇帝解释道：“宰相燮和陰陽，代天治物。今粒食踊貴，百姓不足，衛兵至三日不食，臣誠不稱職，不敢燒尾。”不久，中宗被韦后毒死，宰相韋安石、韋巨源、蕭至忠、宗楚客、紀處訥、韋溫、李嶠、韋嗣立、唐休璟、趙彥昭和苏瓌被召集到宫中议事，韦后党羽宗楚客等人不让相王李旦輔政，苏瓌力争，但最终不敌，于是稱疾不朝。当月韦后被推翻，睿宗即位，拜尚书左仆射。
景雲元年（710年），苏瓌以年老体病，请求致仕，罷為太子少傅。十一月己巳日（二十二日，710年12月17日）卒于崇仁里府邸，享年七十二。贈司空、荆州大都督，謚曰文貞。

## 评介
苏瓌在外任官时，政绩考核都是上等，任宰相期间，批判當世的坏政很好。韋溫曾在他手下任汴州司倉參軍，因受贿被他杖刑，后韋溫掌权用事，还是忌惮苏瓌的刚正，不敢惹他。

## 子女
七子：
- 长子：苏颋，字庭硕，排行五郎。
  - 孙：苏善
    - 曾孙：苏易，黄州刺史
      - 玄孙：苏繫，滁州刺史，子苏赞

    - 曾孙：苏相
- 苏詵，字廷言，善八分，排行六郎。
  - 孙：苏震，河南尹，封岐國公。七子：苏敦、苏发（尚玄宗女寿安公主）、苏徹、苏敞、苏皦、苏教、苏严
  - 孙：苏莱，天宝末至永宁令，死禄山之难，赠怀州刺史。
- 苏冰，虞部郎中。
- 苏乂，京兆少尹。
  - 孙：苏复
  - 孙：苏妙，泉州刺史
- 苏颖，华州别驾、临潼县开国男，
  - 孙：苏盈，嘉王傅
  - 孙：苏炎
- 苏颜，淮安太守、左武卫将军。
  - 孙：苏宽
- 苏顯

## 传記資料
- 《新唐书》卷一百二十五 列傳第五十
- 《旧唐书》

| 前任者： 杨再思 | 唐朝尚书右仆射 709年—710年 | 繼任者： 韦安石 |
| 前任者： 韦巨源 | 唐朝尚书左仆射 710年       | 繼任者： 李成器 |